# Ramis
Ramis (segle xv) va ser un escriptor català.
Se'n conserva una composició musical en codolada i dos bordons llargs de temàtica amorosa que porta per nom Ohiu de mi quanta dolor. És un lai de 141 o 142 versos.